# Subsecretaría de la Niñez de Chile
La Subsecretaría de la Niñez de Chile (Subniñez) es una subsecretaría de Estado dependiente del Ministerio de Desarrollo Social y Familia, y como órgano de colaboración directa del Ministerio, está encargada la elaboración de políticas y planes; la coordinación de acciones, prestaciones y sistemas de gestión; la promoción de derechos, diseño y administración de instrumentos de prevención; estudios e investigaciones; y la elaboración de informes para organismos internacionales, en las materias de su competencia en el ámbito de los derechos de los niños. Desde el 10 de marzo de 2023, la subsecretaria respectiva es Verónica Silva Villalobos , actuando bajo el gobierno de Gabriel Boric.

## Historia

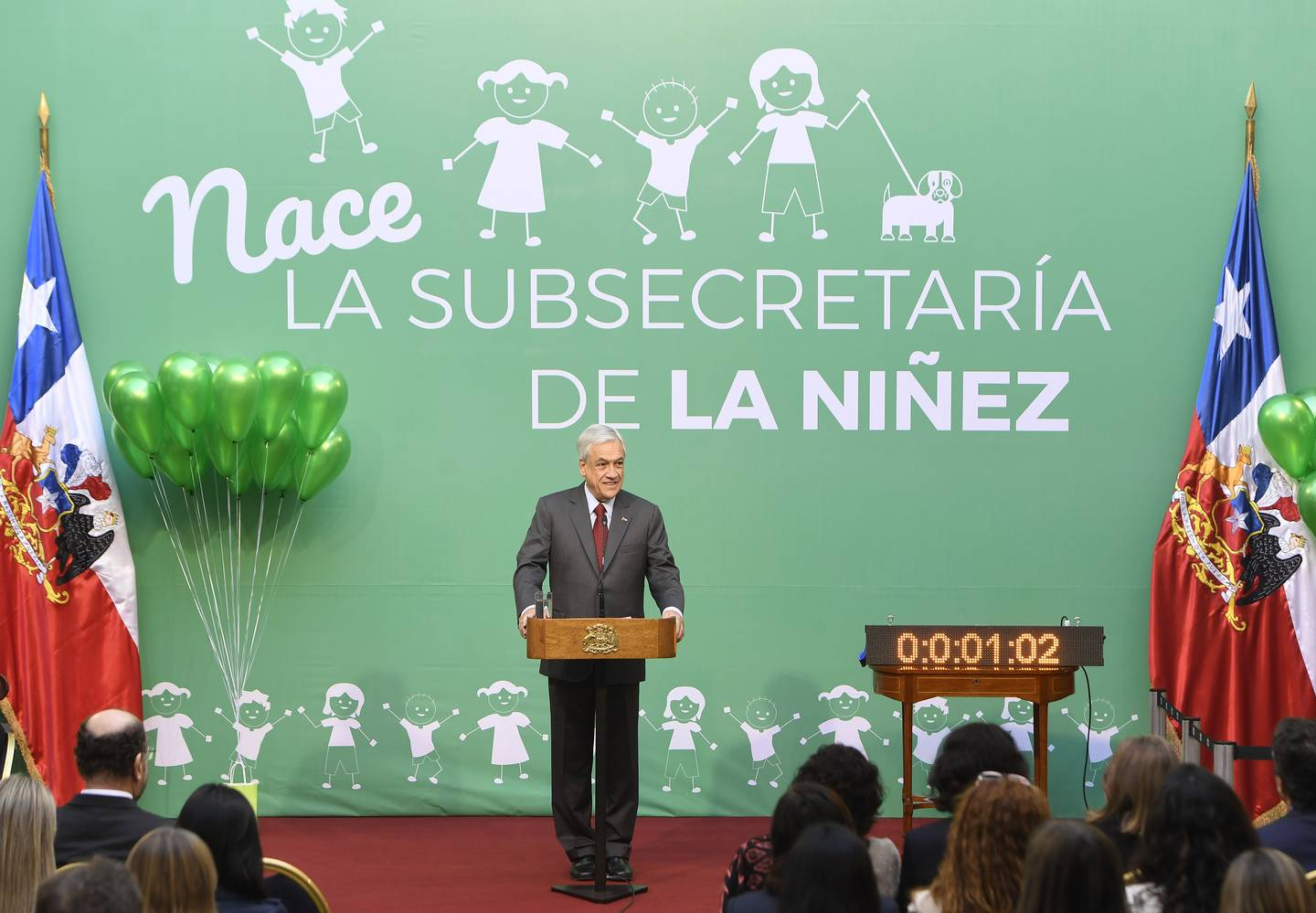
El presidente de la República Sebastián Piñera, anunciando la creación de la Subsecretaría de la Niñez el 12 de abril de 2018.

Fue creada durante el segundo gobierno de Sebastián Piñera, el 12 de abril de 2018, mediante el decreto ley n° 21.090.

## Funciones
Dentro de las funciones de la Subsecretaría se encuentran: proponer al presidente de la República la «Política Nacional de la Niñez» y su «Plan de Acción»; impulsar acciones de difusión, capacitación o sensibilización destinadas a la prevención de la vulneración de los derechos de los niños y a su promoción o protección integral; promover el fortalecimiento de la participación de los niños en todo tipo de ámbitos de su interés; desarrollar estudios e investigaciones sobre la niñez; proponer los estándares para los organismos colaboradores y los programas de las líneas de acción del Servicio Nacional de Menores (Sename), entre otras.

## Estructura
De la Subsecretaría de Servicios Sociales dependen los siguientes órganos:
- División de Planificación y Estudio
- División de Administración y Finanzas
  - Departamento de Gestión y Desarrollo de las Personas
- División de Promoción y Prevención
  - Programa Chile Crece Contigo
  - Departamento de Programas de Niñez y Familia

## Subsecretarias
| Retrato | Subsecretaria             | Partido | Partido | Inicio                  | Final                   | Presidente                 |
| ------- | ------------------------- | ------- | ------- | ----------------------- | ----------------------- | -------------------------- |
|         | Carol Bown Sepúlveda      |         | UDI     | 12 de abril de 2018     | 6 de enero de 2021      | Sebastián Piñera Echenique |
|         | Blanquita Honorato Lira   |         | Ind.    | 6 de enero de 2021      | 11 de marzo de 2022     | Sebastián Piñera Echenique |
|         | Rocío Faúndez García      |         | RD      | 11 de marzo de 2022     | 8 de septiembre de 2022 | Gabriel Boric Font         |
|         | Yolanda Pizarro Carmona   |         | PPD     | 8 de septiembre de 2022 | 10 de marzo de 2023     | Gabriel Boric Font         |
|         | Verónica Silva Villalobos |         | Ind.    | 10 de marzo de 2023     | En el cargo             | Gabriel Boric Font         |